# Erbrecht (Schweiz)
Das Erbrecht der Schweiz umfasst diejenigen Rechtsnormen des Zivilgesetzbuches, die sich mit dem Übergang des Vermögens einer Person (Erblasser) bei ihrem Tod auf eine oder mehrere andere Personen befassen.

## Rechtsgrundlagen
Das Erbrecht ist im schweizerischen Privatrecht im Dritten Teil des Zivilgesetzbuchs ab Art. 457 geregelt. 
Es folgt dem Grundprinzip der Universalsukzession. Dies bedeutet, dass alle vermögenswerten Rechte des Erblassers mit dessen Todesfall – dem Erbfall – sofort und ungeteilt auf die Erbengemeinschaft, die Gemeinschaft aller Erben, übergehen. Diese wiederum ist Eigentümerin zu gesamter Hand, bis die Teilung erfolgt ist.

## Gesetzliche Erben
Die gesetzlichen Erben sind in drei Parentele (Stämme) aufgeteilt, die nacheinander berücksichtigt werden; namentlich sind dies: 
1. Die Nachkommen des Erblassers
2. Die Eltern des Erblassers und deren Nachkommen
3. Die Grosseltern des Erblassers und deren Nachkommen

Die Stämme schliessen sich gegenseitig aus; sollte ein Stamm ausgestorben sein, fällt das Erbe an die nächstentfernte Parentel. Die Erbberechtigung endet beim Stamm der Grosseltern. 
Neben den Parentelen erbt ein allfälliger überlebender Ehegatte oder eingetragener Partner des Erblassers.
Sofern kein Vertreter der drei Parentele und kein überlebender Ehegatte oder eingetragener Partner des Erblassers mehr lebt, fällt das Erbe an das Gemeinwesen. Dies ist – je nach Gesetzgebung des letzten Wohnsitzkantons – entweder der Kanton selbst oder eine von diesem bezeichnete Gemeinde.

## Pflichtteile
Gewisse gesetzliche Erben sind pflichtteilsgeschützt, was bedeutet, dass sie einen Anspruch auf eine bestimmte Mindestquote der Erbmasse haben. Die Pflichtteile berechnen sich gemäss Art. 471 ZGB als Bruchteil des gesetzlichen Anspruchs.
Der schweizerische Bundesrat hat ein revidiertes Erbrecht auf den 1. Januar 2023 in Kraft gesetzt. Damit entfällt der Pflichtteil der Eltern vollständig. Der Pflichtteil beträgt für die Nachkommen neu die Hälfte des gesetzlichen Erbanspruches. Für den überlebenden Ehegatten oder den eingetragenen Partner bleibt der Pflichtteilsanspruch unverändert bei der Hälfte des gesetzlichen Erbanspruches. Die Angehörigen der dritten Parentel, die Grosseltern und deren Nachkommen, geniessen keinen Pflichtteilsschutz.
Sind Pflichtteile verletzt, so ist dies mit der Herabsetzungsklage nach Art. 522 ff. ZGB gerichtlich geltend zu machen.

## Verfügung von Todes wegen
Der Erblasser kann mittels Verfügung von Todes wegen, also einem Testament (auch: letztwillige Verfügung) oder einem Erbvertrag, von der gesetzlichen Erbfolge abweichen. Es bestehen zwei Hauptarten von Testamenten. Es wird zwischen dem eigenhändigen und dem öffentlich beurkundetem Testament unterschieden. Das eigenhändige Testament muss vollständig von Hand geschrieben sein und Tag, Monat und Jahr der Erstellung enthalten. Die Unterschrift des Erblassers darf ebenfalls nicht fehlen. Das öffentliche Testament muss unter Mitwirkung einer Urkundsperson und zweier Zeugen erstellt werden. Die Zeugen müssen bestätigen, dass der Erblasser das Testament gelesen hat, dass er damit über den Nachlass verfügen will und dass er nach ihrer Wahrnehmung im Zeitpunkt der Testamentserrichtung urteilsfähig war. 
Dabei sind verschiedene Vorschriften zu beachten. Das Testament muss formgültig errichtet werden; dazu muss es entweder handschriftlich verfasst, datiert und signiert oder öffentlich beurkundet werden. Ausserdem muss der Erblasser verfügungsfähig (volljährig und urteilsfähig) sein. Der Erbvertrag bedarf der öffentlichen Beurkundung. 
Materiell sind ebenfalls gesetzliche Schranken vorhanden. Der Erblasser kann zum Beispiel zusätzliche Erben einsetzen, Vermächtnisse ausrichten und die Quoten der Pflichtteilserben anpassen. Er hat dabei aber insbesondere die Pflichtteile der gesetzlichen Erben zu beachten. Eine Enterbung ist nur innerhalb enger Vorgaben des Gesetzes möglich.
Wurde eine Verfügung von Todes wegen nicht formgültig errichtet, ist sie ungültig und somit gerichtlich mittels Ungültigkeitsklage anfechtbar. Eine Ungültigkeitsklage kann auch angestrebt werden, wenn der Inhalt der Verfügung rechtswidrig oder unsittlich ist. Ebenfalls ist die Verfügung ungültig, wenn beim Erblasser zum Zeitpunkt der Errichtung Verfügungsunfähigkeit oder Willensmängel vorlagen.